# 芝麻街工作室
芝麻街工作室（英語：Sesame Workshop），原名儿童电视工作室（Children's Television Workshop），是美国一家制作教育类儿童节目的非营利组织，以其第一部作品《芝麻街》知名。
1969年《芝麻街》播出后，工作室于1970年正式注册成立。政府赞助于1981年结束后，此后工作室开始靠其他项目，如书籍和音乐出版等赚取收入。2000年6月5日，该组织正式改现名。